# Curtitoma lawrenciana
Curtitoma lawrenciana là một loài ốc biển, là động vật thân mềm chân bụng sống ở biển trong họ Conidae, họ ốc cối.